# Peter Han Kong-ryel
Peter Han Kong-ryel (1913 - 1973) là một Giám mục người Hàn Quốc của Giáo hội Công giáo Rôma. Ông nguyên là Tổng giám mục chính tòa Tổng giáo phận Gwangju. Trước đó, ông còn làm Giám mục chính tòa Tiên khởi Giáo phận Jeonju và Đại diện Tông Tòa cuối cùng của Hạt Đại diện Tông Tòa Jeonju. Ngoài ra, ông còn tham dự đầy đủ 4 giai đoạn của Công đồng Vaticanô II với tưc cách là một nghị phụ.

## Tiểu sử
Tổng giám mục Peter Han Kong-ryel sinh ngày 3 tháng 2 năm 1913 tại Inchen, thuộc Hàn Quốc. Sau quá trình tu học dài hạn tại các chủng viện theoq quy định của Giáo luật, ngày 24 tháng 6 năm 1939, Phó tế kong-ryel, 26 tuổi, tiến đến việc được truyền chức linh mục.
Sau hơn 20 năm công tác trong lĩnh vực mục vụ trên cương vị là một linh mục, ngày 3 tháng 1 năm 1961, Tòa Thánh loan báo việc tuyển chọn từ Giáo hoàng, chọn linh mục Peter Han Kong-ryel gia nhập vào hàng ngũ các giám mục, với chức danh Giám mục Đại diện Tông Tòa Hạt Đại diện Tông Tòa Jeonju với danh hiệu Giám mục hiệu tòa Sagalassus. Sau đó, buổi lễ cử hành các nghi thức truyền chức cho vị giám mục tân cử được cử hành vào ngày 12 tháng 3 cùng năm, với sự tham dự của 3 giáo sĩ cấp cao chủ sự phần nghi thức. Chủ phong cho vị tân chức là Hồng y - Thượng phụ Grégoire-Pierre XV Agagianian, Thượng phụ Tòa Thượng phụ Cilicia nghi lễ Armenian. Hai vị trong vai trò phụ phong gồm có Tổng giám mục Pietro Sigismondi, Tổng Thư kí Thánh bộ Giáo lý Đức Tin và Tổng giám mục Leone Giovanni Battista Nigris, Nguyên Sứ thần Tòa Thánh tại Albania. Tân giám mục chọn cho mình châm ngôn:In verbo tuo laxabo rete.
Không lâu sau khi được chọn làm Giám mục Hạt Đại diện Tông Tòa Jeonju, ngày 10 tháng 3 năm 1962, Tòa Thánh nâng cấp Hạt Đại diện này làm Giáo phận Jeonju, đồng thời tái xác nhận việc giữ giám mục Han ở lại giáo phận tân lập, với danh hiệu Giám mục chính tòa Tiên khởi.
Sau hơn 10 năm trên cương vị là một giám mục và phục vụ tại Jeonju, ngày 28 tháng 6 năm 1971, Tòa Thánh ra thông báo thăng Giám mục Peter Han Kong-ryel trở thành tổng giám mục chính tòa Tổng giáo phận Gwangju. Ngày 7 tháng 3 năm 1973, vị Tổng giám mục Han, 60 tuổi, bất ngờ qua đời, chỉ hơn 1 năm tiếp quản Giáo phận này.